# ヘオルヘ・ヘンドリック・ブレイトネル
ヘオルヘ・ヘンドリック・ブレイトネル（George Hendrik Breitner、1857年9月12日 - 1923年6月5日）はオランダの画家、写真家である。「アムステルダム印象派」の画家の一人である。

## 略歴
ロッテルダムで生まれた。父親は穀物商人であった。学校を好まず14歳で働きに出て余暇には戦争の場面や軍隊の絵を描いた。ロッテルダムの画家に指導を受けると、その才能を認められ、画家は父親を説得して、デンハーグの美術学校に入学させた。ハーグ派の画家ヨゼフ・イスラエルスやヤコブ・マリス、アントン・モーヴといった画家たちと知り合い、彼らから学んだ。
1880年に規則違反などで美術学校を放校になるが、すでに画家としての評判を得ており、スヘフェニンゲンに高さ14m、周囲長120mの円筒の巨大なパノラマ絵画を描いていた画家のヘンドリック・ウィレム・メスダフは、ブレイトネルの手伝いを依頼した。
この頃、デンハーグにいたフィンセント・ファン・ゴッホと出会い、一緒にハーグの街の写生を行ったが、ブレイトネルはゴッホの作品を評価していなかったとされ、また親交もそれほど深いものにはならなかった。1884年にメスダフのパノラマ画の仕事が終わった後パリに移り、フェルナン・コルモンのもとで学んだ。
1886年にオランダに戻り、アムステルダムで活動し、アムステルダムの街などを描き、フロリス・フェルスターやイサーク・イスラエルス、ウィレム・バスティアーン・トーレンらと「アムステルダム印象派」として論じられる。一般的に「印象派」の画家の絵画の色調は明るいものであるが、ブレイトネルは暗い色調を好んだ。
写真家として数十年間に渡り撮り続けた、ヨーロッパの都市の写真を残した。

## 作品

### 絵画

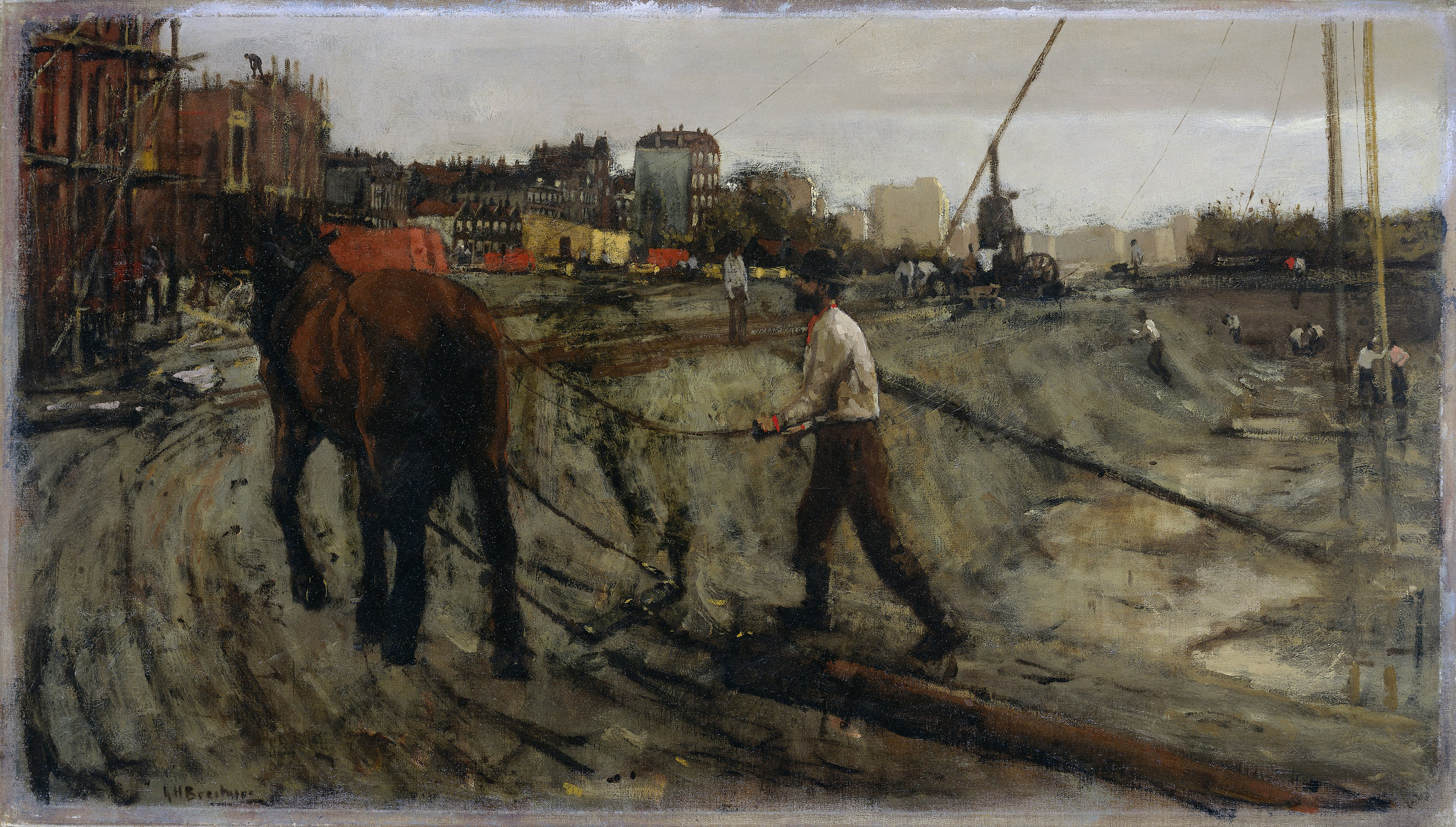
アムステルダムの工事現場
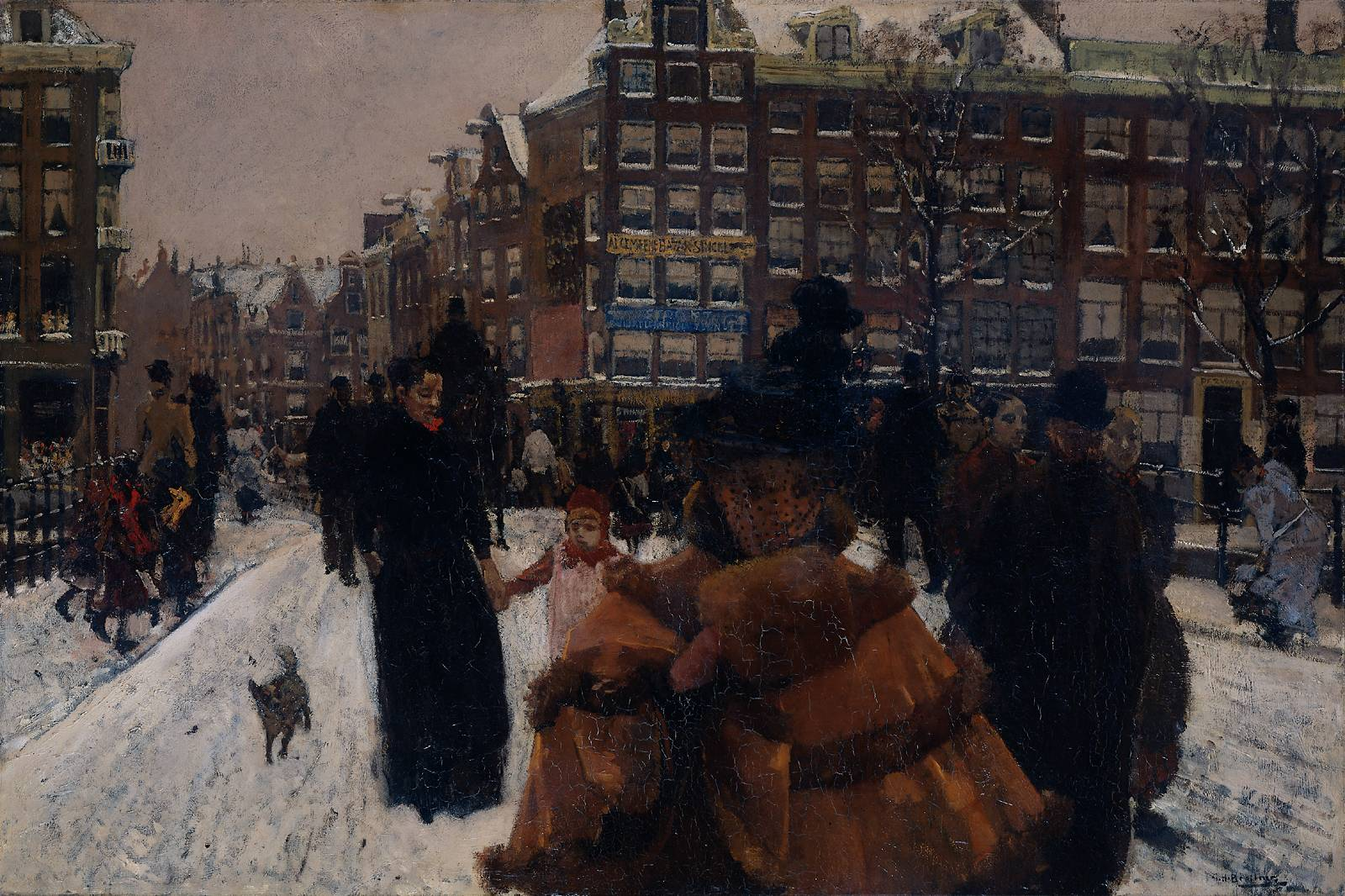
アムステルダムの風景(c.1897)
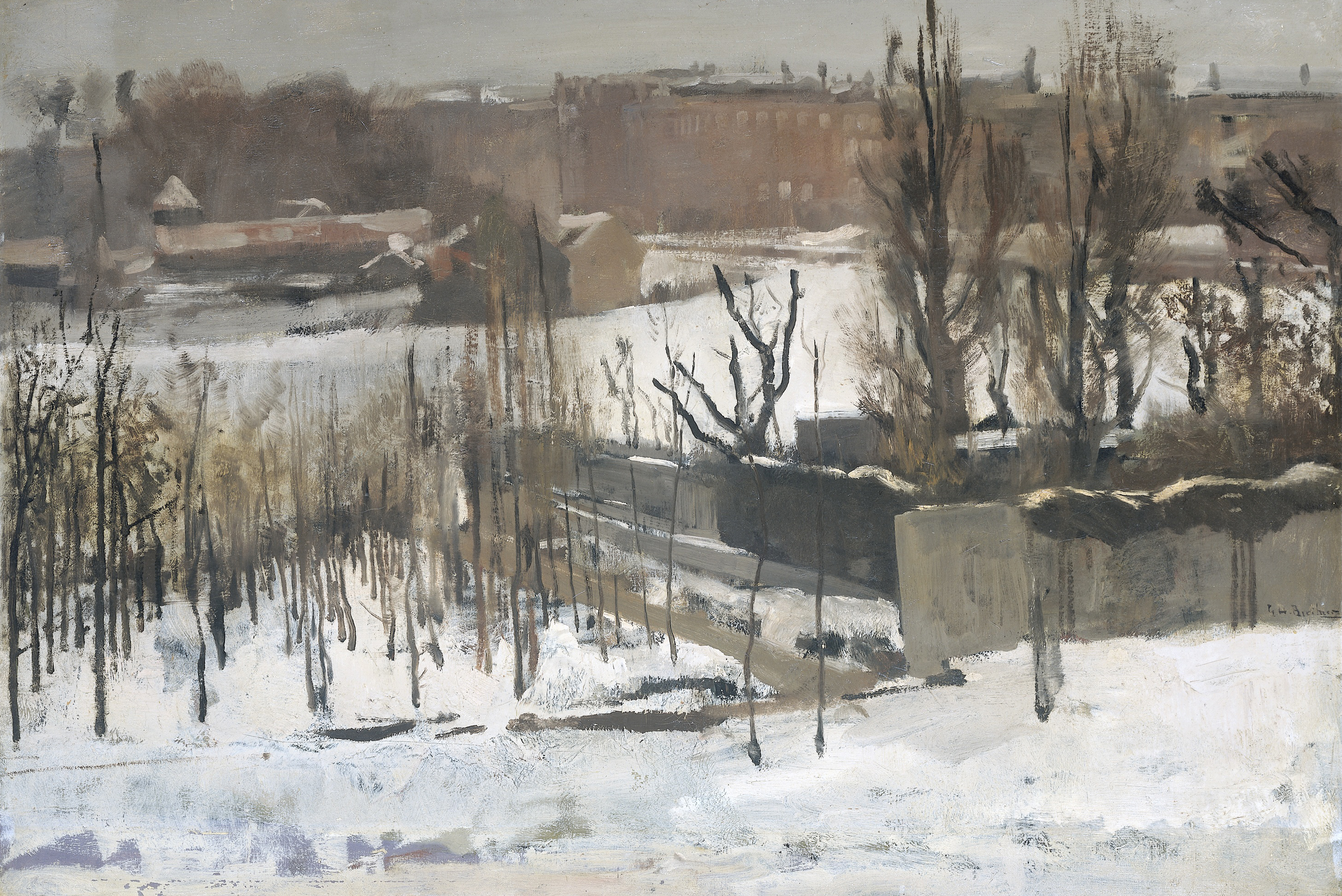
雪の中のアムステルダムの公園 (1892)

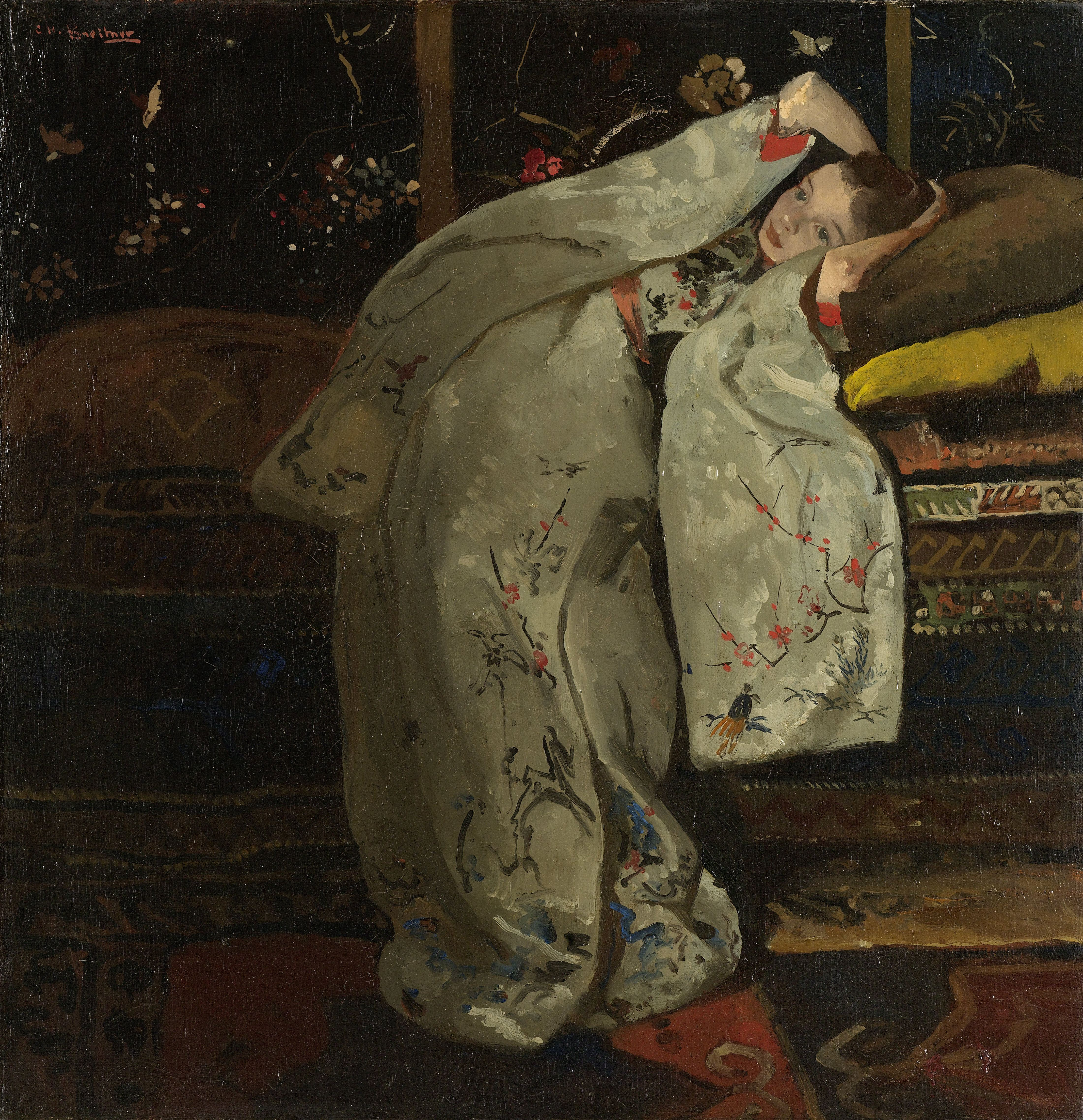
「白い着物」(1893)
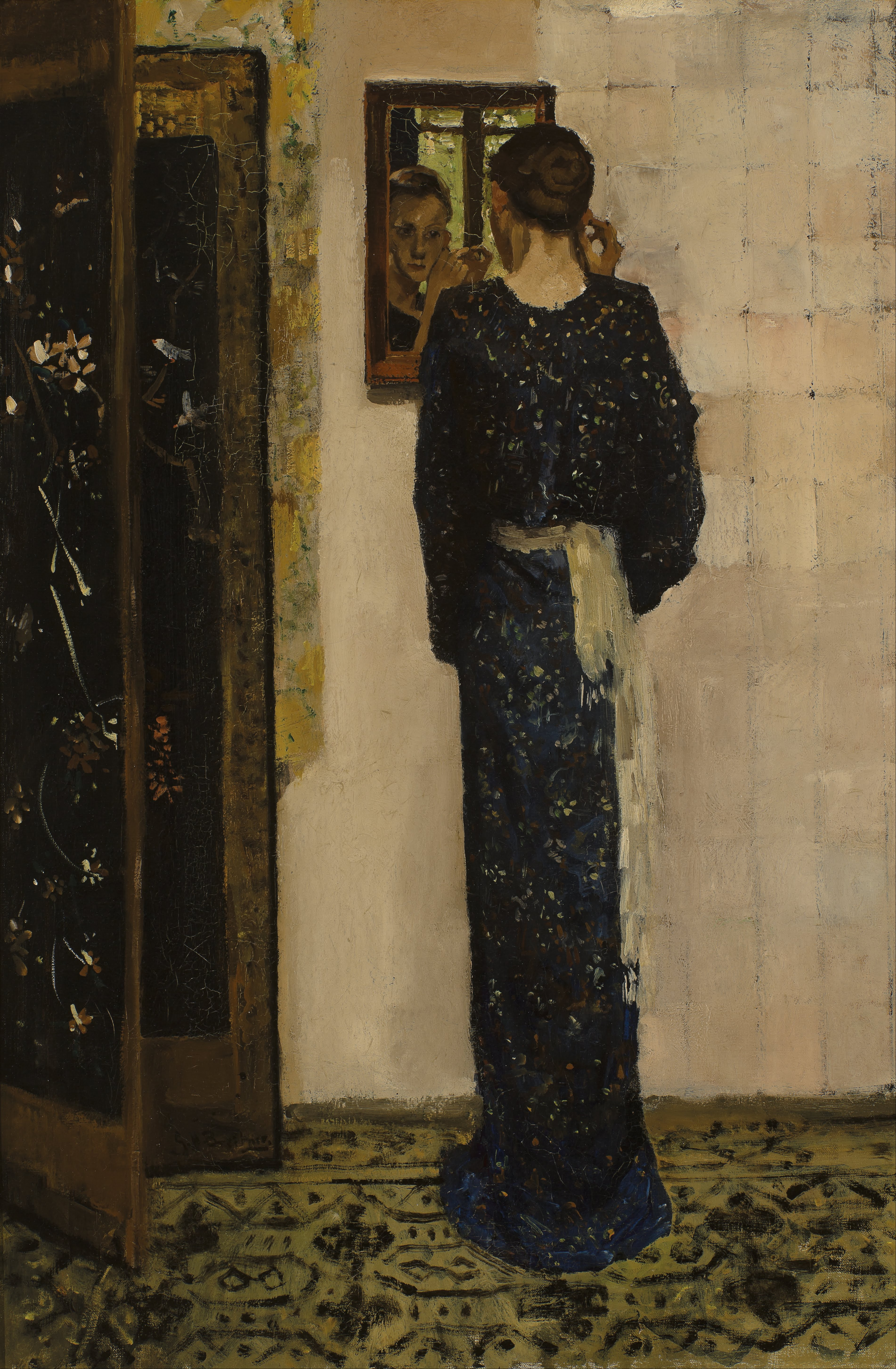
「鏡の前で、耳飾り」(1893)
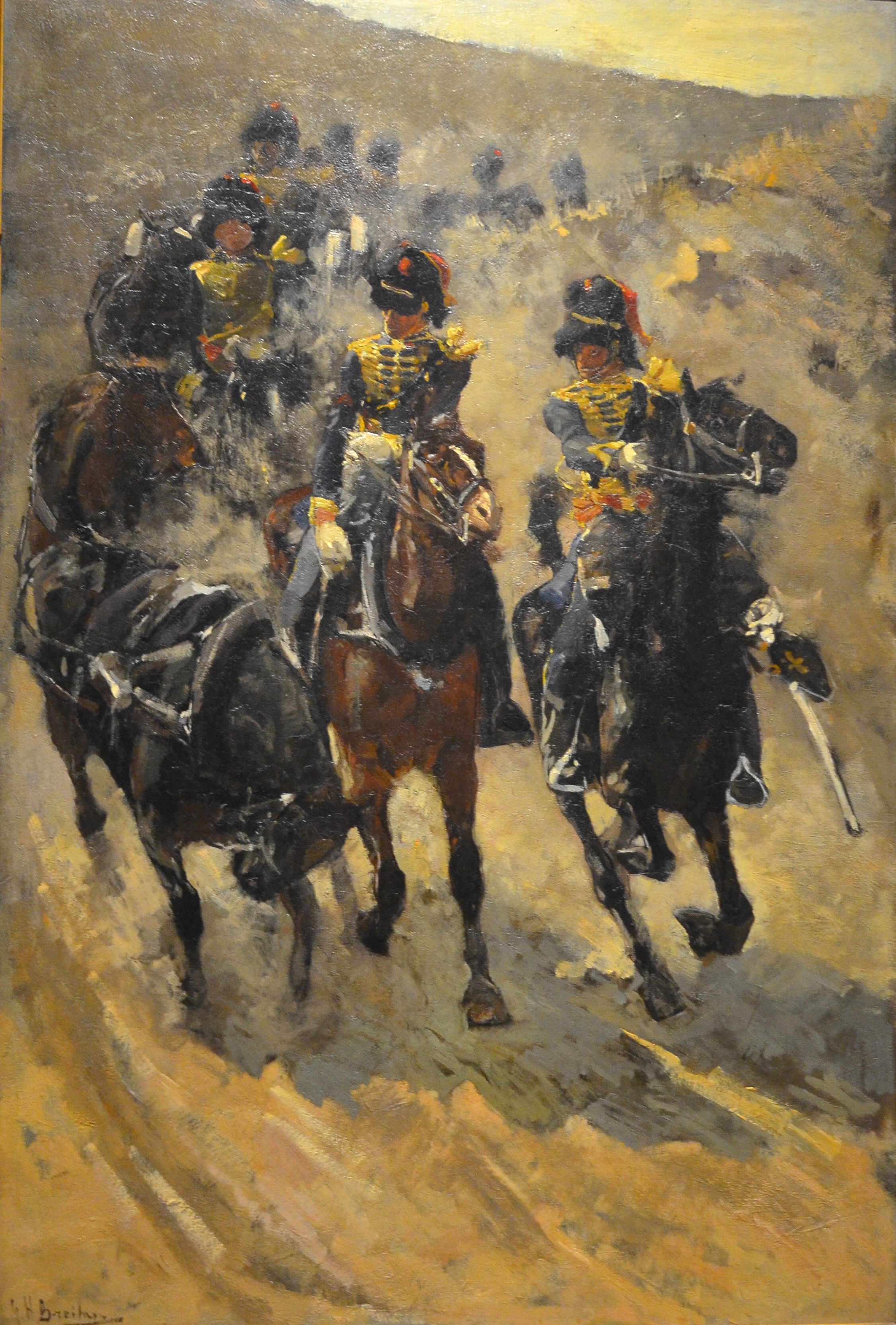
砲兵隊の移動 (1885/1886)
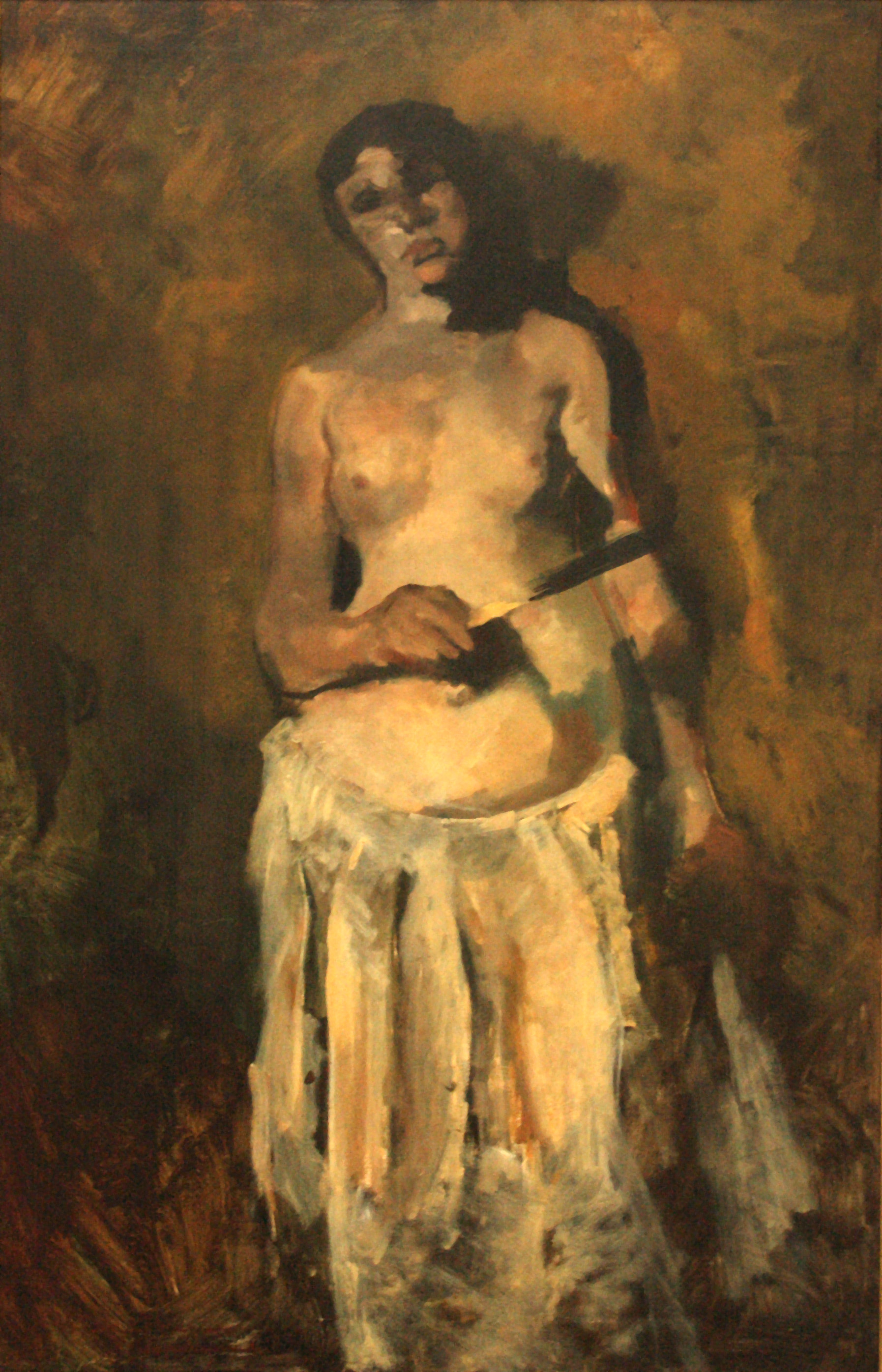
ヌード(c.1892)

### 写真

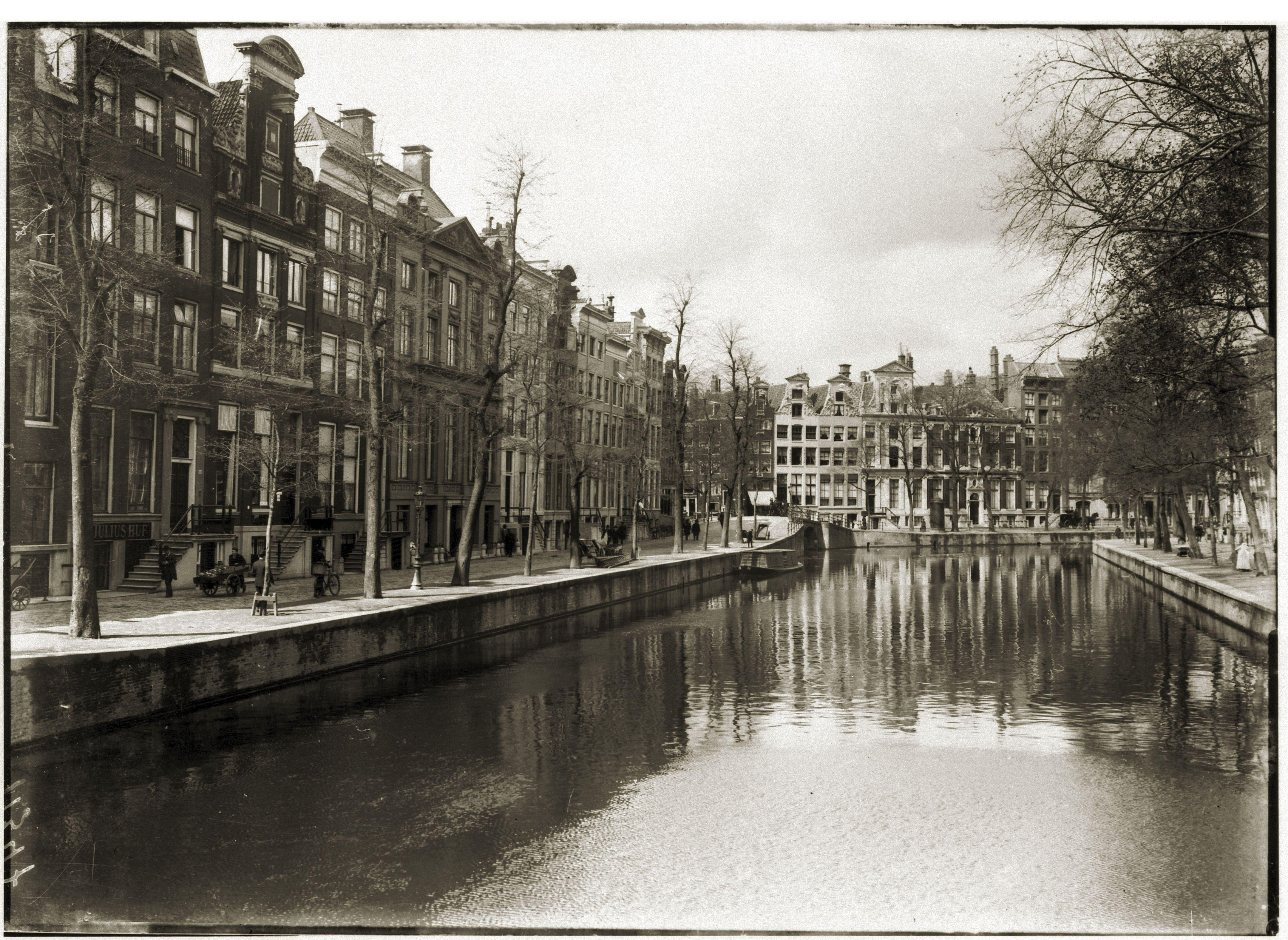
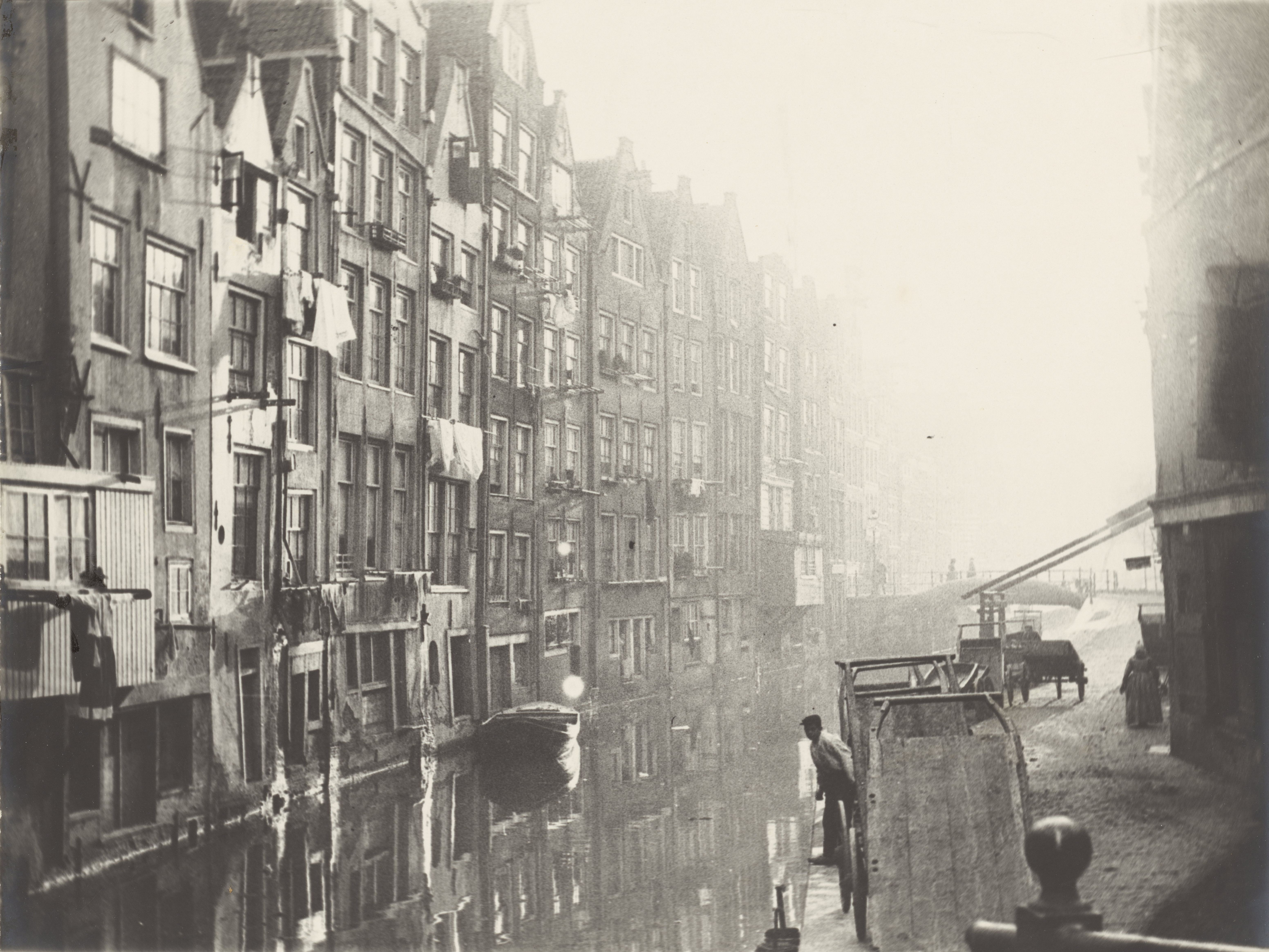
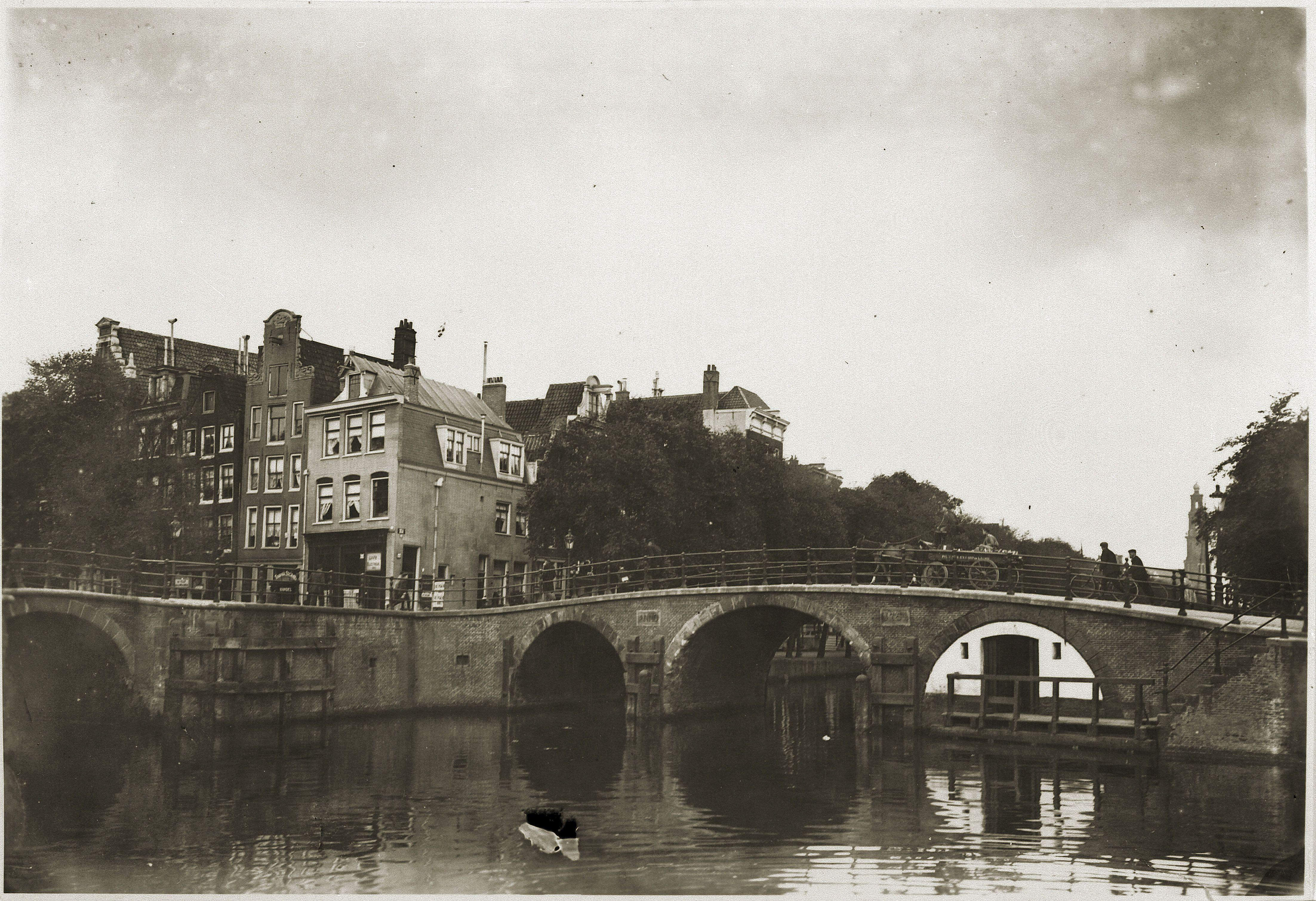
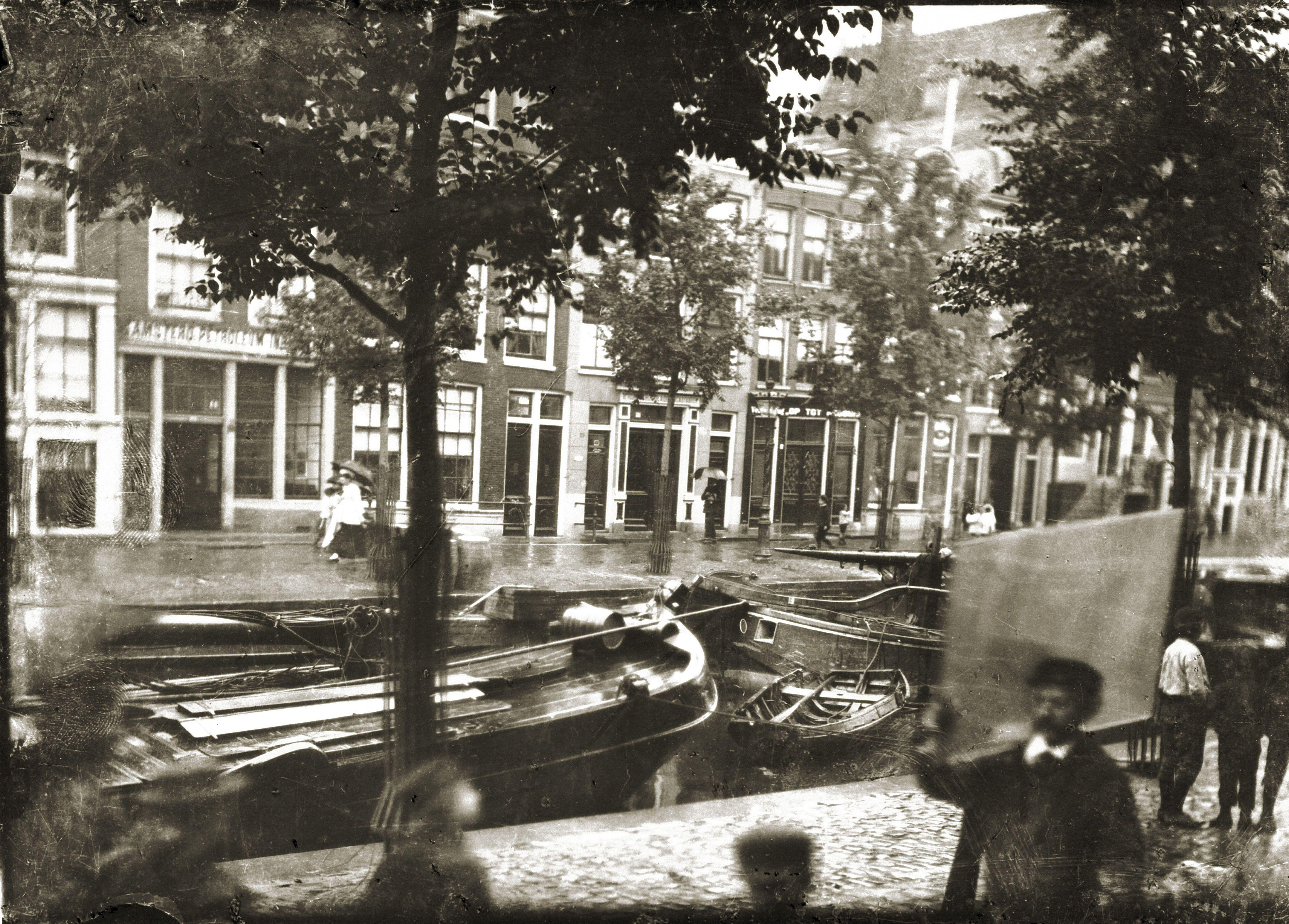